# 한국품질재단
한국품질재단(Korean Foundation for Quality, 약칭 KFQ)는 기업의 품질 경쟁력 강화에 기여하고자 1993년 설립된 비영리 재단 법인이다. 산업통상자원부가 승인한 국내 1호 ISO 인증 기관으로서, 현재 경영시스템 인증 / 실무중심형 교육 / 온실가스 검증 / ESG평가 / CEO 멤버십 등 다양한 사업을 운영하고 있다.

## 연혁
- 1993년 - 10월 (재)한국품질인증센터(KSA-QA) 창립
- 1996년 - 10월 국내 제1호 ISO 14001(환경경영시스템)인증기관 지정(KAB)
- 1997년 - 1월 IQNet(국제인증네트워크)정회원 가맹 - 6월 국내 제1호 QS-9000(자동차분야 품질경영시스템)인증기관 지정(KAB)
- 2000년 - 3월 (재)한국품질재단 한국품질인증센터로 명칭 변경 - 12월 ISO 9001, TL 9000 인증기관 지정(ANAB)
- 2001년 - 7월 국내 제 1호 BS 7799 (현 ISO 27001) 인증 도입
- 2002년  - 1월 신품질포럼(NQF)창립 - 5월 국내 제1호 OHSAS 18001 / K-OHSMS 18001(안전보건경영시스템) 인증기관 지정(KAB) - 10월 대만 BSMI(국제표준검사국)와 MOU 체결
- 2004년 - 8월 지속가능성보고서(SR)검증 업무 개시 - 9월 KFQ 9004 인증 업무 개시
- 2005년 - 5월 ISO 9001 및 ISO 14001(품질 및 환경 경영시스템)연수기관 지정(KAR)
- 2006년 - 2월 국내민간기관 최초 CDM(청정개발체제) 운영기구(DOE)지정(UNFCCC) - 3월 영남지역본부(부산·경남지역본부) 개소 - 3월 국내 제1호 ISO 22000(식품안전경영시스템) 인증기관 및 연수기관 지정(KAB,KAR)
- 2007년 - 2월 이공계 현장기술 전문 연수기관 지정(지식경제부) - 4월 중소기업 핵심직무능력 향상 지원기관 선정(한국산업인력관리공단) - 8월 국내 제1호 국내온실가스 감축실적 검증기관 지정(지식경제부) - 11월 CCX(시카고 기후 거래소)검증기관 지정
- 2008년 - 1월 (재)한국품질재단(KFQ)으로 명칭 변경
- 2025년 - 본사 이전 (서울특별시 송파구 삼전로 78 (05606))

## 해외 법인 및 지역 본부
- 중국법인 : KFQ&WSF(세재인증(천진)유한공사)
- 부산경남지역본부
- 대구경북지역본부